# Nagryzek ciemny
Nagryzek ciemny (Bromius obscurus) – gatunek chrząszcza z rodziny stonkowatych, jedyny przedstawiciel rodzaju Bromius.

## Zasięg występowania
Występuje w Europie, na wschód przez Syberię do Japonii oraz w Ameryce Północnej, na północy dociera do północnej Skandynawii. W Europie notowany w Austrii, Belgii, Bośni i Hercegowinie, Bułgarii, Chorwacji, Czechach, Danii, Estonii, Finlandii, we Francji, w Hiszpanii, Holandii (wątpliwy), Liechtensteinie, na Litwie, Łotwie, w Macedonii Północnej, Niemczech, Norwegii, Polsce, Rosji, Rumunii, Serbii, na Słowacji, w Słowenii, Szwajcarii, Szwecji, na Ukrainie, Węgrzech, i we Włoszech.
W Polsce występuje w całym kraju.

## Budowa ciała
Osiąga 5–6 mm długości. Ciało pękate. Pokrywy skrzydeł pokryte gęstymi, krótkimi włoskami.
Ubarwienie ciała czarne, pokrywy wyjątkowo bywają czerwone. Czułki czarne z pomarańczowymi początkowymi członami.

## Biologia i ekologia
Występuje dość pospolicie na łąkach, nieużytkach, polanach w zaroślach i innych podobnych miejscach. Żeruje na rozmaitych roślinach zielnych, głównie z rodzaju wierzbownica (Epilobium), również na uprawnej winorośli. Imago żywią się liśćmi i owocami, larwy zaś żerują na korzeniach. Postacie dorosłe spotyka się od maja do września.